# Hydrocyphon baliensis
Hydrocyphon baliensis là một loài bọ cánh cứng trong họ Scirtidae. Loài này được Yoshitomi & Sato miêu tả khoa học năm 2005.